# Incendis de Hawaii de 2023
A principis d'agost de 2023, una sèrie d'incendis forestals van esclatar a l'estat nord-americà de Hawaii, principalment a l'illa de Maui. Els incendis impulsats pel vent van provocar evacuacions, van causar danys generalitzats i van matar almenys 93 persones a la ciutat de Lahaina; almenys 1.000 persones continuen desaparegudes. La proliferació dels incendis forestals es va atribuir a les condicions seques i ratxades creades per una forta zona d'alta pressió al nord de Hawaii i l'huracà Dora al sud.
El 8 d'agost es va signar una declaració d'emergència, que autoritzava diverses accions, inclosa l'activació de la Guàrdia Nacional de Hawaii, les accions necessàries per part del director de l'Agència de Gestió d'Emergències de Hawaii i l'Administrador de Gestió d'Emergències, i la utilització dels fons d'ingressos generals de l'estat per a alleujar els efectes provocats pels incendis. El 9 d'agost, el govern de l'estat de Hawaii va declarar l'estat d'emergència per a la totalitat de l'arxipèlag. El 10 d'agost, el president dels Estats Units, Joe Biden, va emetre una declaració federal de catàstrofe natural.
A 12 d'agost, el nombre de morts per l'incendi de Lahaina és el més gran dels Estats Units des de l'incendi de Cloquet de 1918. Només per a l'incendi de Lahaina, el Pacific Disaster Center (PDC) i l'Agència Federal de Gestió d'Emergències (FEMA) van estimar que més de 2.200 edificis havien estat destruïts, de naturalesa majoritàriament residencial i incloent molts llocs històrics de Lahaina. Els danys causats pel foc s'han estimat en gairebé 6.000 milions de dòlars.
La recerca de víctimes seguia el 14 d'agost a la ciutat de Lahaina, tot i que segons van assegurar les autoritats només un 25% de les zones afectades havien pogut ser examinades i 1.300 persones romanien desaparegudes. La xifra de morts oficial va ascendir a 99. Els danys materials van ser estimats pel Departament de Comerç dels EUA en 5.500 milions de dòlars.